# شهرک سوریا
شهرک سوریا یا اتوناگار سوریا 
(به تلوگویی: Autonagar Surya) فیلمی محصول سال ۲۰۱۴ و به کارگردانی دوا کاتا است. در این فیلم بازیگرانی همچون نگا چایتانیا، سامانتا روت پرابو و اشیش ویدیارتی ایفای نقش کرده‌اند.